# YZ Возничего
YZ Возничего (лат. YZ Aurigae) — одиночная переменная звезда в созвездии Возничего на расстоянии (вычисленном из значения параллакса) приблизительно 18919 световых лет (около 5800 парсеков) от Солнца. Видимая звёздная величина звезды — от +10,93m до +9,94m.

## Характеристики
YZ Возничего — жёлтая пульсирующая переменная звезда, классическая цефеида (DCEP) спектрального класса F5-G2 или F8. Эффективная температура — около 5004 К.